# Hội nghị thượng đỉnh Hàn Quốc-Trung Quốc-Nhật Bản
Hội nghị thượng đỉnh ba bên Trung Quốc - Nhật Bản - Hàn Quốc là một hội nghị thượng đỉnh thường niên được tổ chức giữa Trung Quốc, Nhật Bản và Hàn Quốc, ba nước lớn trong khu vực Đông Á. Hội nghị thượng đỉnh đầu tiên được tổ chức trong tháng 12 năm 2008 tại Phúc Cương Thị, Nhật Bản. Các cuộc đàm phán đang tập trung vào việc duy trì quan hệ ba bên mạnh mẽ, nền kinh tế khu vực and disaster relief.
Các hội nghị lần đầu tiên được đề xuất bởi Hàn Quốc vào năm 2004, như một cuộc họp ngoài khuôn khổ của ASEAN+3, wivới ba nền kinh tế lớn của Đông Á có một diễn đàn cộng đồng riêng biệt. Vào tháng 11 năm 2007 trong cuộc họp ASEAN Plus 3, các nhà lãnh đạo Trung Quốc, Nhật Bản và Hàn Quốc đã tổ chức cuộc họp thứ tám, và quyết định tăng cường đối thoại chính trị và tham vấn giữa ba nước, cuối cùng quyết định tổ chức một cuộc họp đặc biệt vào năm 2008.
Vào tháng 9 năm 2011, ba nước đã ra mắt Ban thư ký hợp tác ba bên tại Thủ Nhĩ. Tổng thư ký được bổ nhiệm trên cơ sở luân phiên hai năm theo thứ tự của Hàn Quốc, Nhật Bản và Trung Quốc. Mỗi quốc gia không phải là Tổng thư ký đề cử một Phó Tổng thư ký tương ứng.

## Tổng quaɲ
Hội nghị thượng đỉnh ba bên gồm Hàn Quốc, Nhật Bản, Cộng hòa Nhân dân Trung Hoa với ba nước đã nhất trí trong năm 2008 bên tổ chức hàng năm mỗi năm kể từ hội nghị thượng đỉnh đầu tiên. Nó được tổ chức theo thứ tự luân phiên Nhật Bản - Trung Quốc - Hàn Quốc. Tên chính thức cũng được đặt tên theo thứ tự tổ chức của các nước này.
Tại cuộc họp thượng đỉnh lần thứ hai vào năm 2009, ba nước đã nhất trí về sự cần thiết phải thành lập Ban Thư ký thường trực. Ban này sẽ do 3 nước thay nhau thường trực.
Ngoài hội nghị thượng đỉnh, thường xuyên có các cuộc họp về ngoại giao, thương mại, giao thông, hậu cần, văn hóa, y tế, môi trường và thể thao.
Những người tham gia trong hội nghị thượng đỉnh gồm Tổng thống Hàn Quốc, Hội đồng Nhà nước nước Cộng hòa Nhân dân Trung Hoa, và Thủ tướng Chính phủ Nhật Bản.
Nước chủ nhà tiếp theo là Trung Quốc...